# Oliver Ottesen
Oliver Ottesen (født 22. august 1998) er en dansk fodboldspiller, der spiller for FC Midtjylland.

## Karriere
Ottesen startede sin karriere Roskilde Boldklub. Han skiftede sidenhen til FC Roskilde, hvor han spillede i to år, inden han blev en del af FC Midtjyllands akademi.
Den 27. januar 2017 blev det offentliggjort, at U/19-målmanden fra sommeren 2017 af blev rykket op i FC Midtjyllands førsteholdstrup, hvor han samtidig skrev under på en toårig fuldtidskontrakt.